# Montagny-près-Louhans
Montagny-près-Louhans é uma comuna francesa na região administrativa de Borgonha-Franco-Condado, no departamento Saône-et-Loire. Estende-se por uma área de 9,58 km². Em 2010 a comuna tinha 476 habitantes (densidade: 49,7 hab./km²).